# Plateumaris sericea
Espèce
Synonymes
- Donacia asiatica Faldermann, 1837[1]
- Donacia comari Suffrian, 1846[1]
- Donacia discolor Panzer, 1795[1]
- Leptura sericea Linnaeus, 1761[1]
- Plateumaris (Euplateumaris) discolor discolor (Panzer, 1795)[1]
- Plateumaris (Euplateumaris) sericea sericea (Linnaeus, 1760)[1]
- Plateumaris (Euplateumaris) sericea (Linnaeus, 1760)[1]
- Plateumaris discolor discolor (Panzer, 1795)[1]
- Plateumaris discolor (Panzer, 1795)[1]
- Plateumaris sericea sericea (Linnaeus, 1760)[1]

Plateumaris sericea, la Donacie soyeuse, est une espèce d'insectes coléoptères de la famille des Chrysomelidae.

## Description

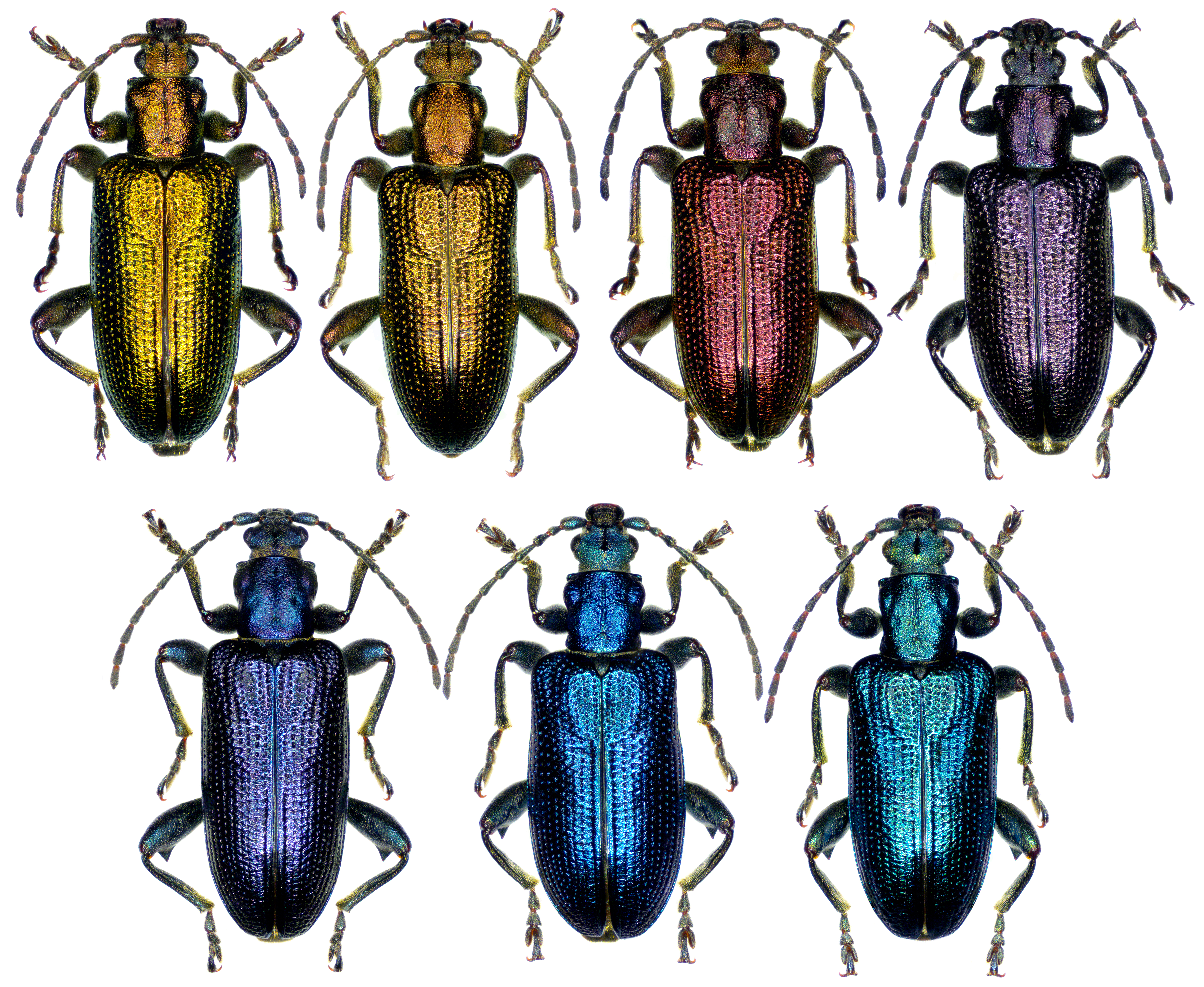

Les individus de cette espèce peuvent présenter des couleurs très différentes allant du bleu au rouge. Cette couleur dépend de l'épaisseur de l'épicuticule, la couche la plus extérieure et la plus fine de la cuticule des insectes. Une épicuticule fine correspond à une couleur bleue, une épicuticule épaisse à une couleur rouge, tandis qu'une épaisseur intermédiaire donne une couleur bronze. La couleur des élytres semble être partiellement liée au sexe des donacies, les individus bleus sont tous des mâles, tandis que les individus bronze et rouges peuvent être mâle ou femelle.